# هومپولتس
هومپولتس (به چکی: Humpolec) یک منطقهٔ مسکونی و شهرستان دارای شهرک سابقاً روستا در جمهوری چک است که در ناحیه پلهریموو واقع شده‌است. هومپولتس ۱۰٬۹۳۲ نفر جمعیت دارد.

## خواهرخوانده
شهر مونسنژان خواهرخواندهٔ هومپولتس هست.